# Kanał „W”
Kanał „W” – rów wodny w Warszawie, w dzielnicach Wilanów i Mokotów.

## Położenie i charakterystyka
Kanał prowadzi wody z jeziora Sielanka do Jeziorka Czerniakowskiego. Przepływa przez obszary Miejskiego Systemu Informacji Wilanów Niski (dzielnica Wilanów) i Augustówka (dzielnica Mokotów). Ciek biegnie głównie na północ, przecina ulice Augustówka i Goczałkowicką. Woda płynie w nim okresowo. Leży w zlewni Kanału Głównego „A”.
Długość rowu wynosi 1320 m. Szerokość dna kanału otwartego to 0,8 m, korony 3 m. Głębokość wynosi 1,8 m. Nachylenie skarp to 1:1,5, a spadek 0,5–1‰, przepustowość 4,0 m³/s, a przepływ Q1 – 0,005 m³/s. Jest on zaliczany do urządzeń melioracji podstawowych Warszawy.
Kanał „W” zasilany jest wodami spływających z otaczających użytków zielonych, a także ogródków działkowych Augustówka. Posiada rowy boczne oznaczone W1, W2 i W3. Pod ulicami Goczałkowicką i Augustówka znajdują się betonowe przepusty, nad rowem wybudowano także stalową kładkę. W przeszłości ciek poprzez Sielankę prowadził wodę z Jeziora Wilanowskiego. W celu zasilenia Jeziorka Czerniakowskiego wodami Potoku Służewieckiego postuluje się odtworzenie tego połączenia.
Kanał znajduje się na terenie Warszawskiego Obszaru Chronionego Krajobrazu, a także w otulinie rezerwatu przyrody Jeziorko Czerniakowskie.